# みちのくSLギャラクシー
みちのくSLギャラクシー（みちのくエスエルギャラクシー）は、2014年（平成26年）3月にフジテレビジョン（フジテレビ）が東日本旅客鉄道（JR東日本）の協力のもと東北支援大型企画「みちのくSL縦断プロジェクト」として企画した団体専用列車である。2011年（平成23年）3月11日に発生した東日本大震災から3年目を迎える節目として運行された。

## 概要
当列車は2014年（平成26年）3月7日に釜石駅を出発し、東日本大震災で被災した東北3県（岩手県、宮城県、福島県）を縦断し、翌3月8日に上野駅に到着する日程で運行された。なお、当日の運行状況についてはフジテレビにて朝の情報番組や特別番組として放送された。
列車の乗客は、岩手県・宮城県・福島県の被災地の住民限定で、フジテレビ公式ホームページで事前募集した50名である。

## 使用車両
当列車は全区間「SL銀河」用客車（盛岡車両センター所属キハ141系700番台）を使用して運行されているが、牽引機関車は区間ごとに交換されている。
- 3月7日
  - 釜石線（釜石駅 - 花巻駅間）：C58 239
  - 東北本線（花巻駅 - 郡山駅間）：ED75 757
- 3月8日
  - 東北本線（郡山駅 - 尾久駅間）：EF510-515
  - 東北本線（尾久駅 - 上野駅間）：D51 498（最後尾に補助機関車としてEF65 501を連結）

## その他
2014年（平成26年）3月9日には、尾久車両センターにてD51 498およびSL銀河客車の車両撮影会が開催されている。